# Māris Salējs
Māris Salējs (prawdziwe nazwisko Marians Rižijs) (ur. 13 stycznia 1971 w Rydze) – łotewski poeta i literaturoznawca.

## Życiorys
Pochodzi z rodziny polsko–łotewskiej. Rodzice ojca (i ojciec) mówią po polsku, a pochodzą z okolic Rzeżycyz w Łatgalii. Matka jest Łotyszką i pochodzi Zemgale.
W 1999 roku ukończył studia na wydziale tkaniny artystycznej Latvijas Mākslas Akadēmija (Łotewskiej Akademii Sztuk Pięknych), a w 2011 filologię na Uniwersytecie Łotewskim. W latach 2006–2015 pracował w Instytucie Literatury, Folkloru i Sztuki Uniwersytetu Łotwy. Od 2012 roku pracuje w Rakstniecības un mūzikas muzejs (Muzeum Literatury i Muzyki).
Dwukrotnie otrzymał wsparcie Instytutu Książki w ramach Programu Translatorskiego ©Poland: w 2011 na tłumaczenie Rodzinnej Europy Czesława Miłosza, w 2022 na tłumaczenie zbioru O Panu Tralallińskim i inne wiersze Juliana Tuwima, a w 2023 roku Pan Kluska i żaglowiec Anny Onichimowskiej.
Tłumaczył na język łotewski utwory poetyckie z języka polskiego, rosyjskiego, białoruskiego i ukraińskiego.  Jego wiersze były tłumaczone na: rosyjski, ukraińsku, czeski, angielski, turecki, fiński, węgierski , polski i  litewski. W 2024 roku był gościem Festiwalu Miłosza.

## Twórczość

### Utwory poetyckie[2]
- Māmiņ, es redzēju dziesmu Ryga 1999.
- Mana politika Ryga: Pētergailis 2001
- Nedaudz vairāk Ryga: Mansards 2013
- Kā pirms pērkona Ryga  2016
- Tuvošanās Ryga 2018

Tłumaczenia na inne języki
- Przez sekundę w sferze wiersza Przekład z łotewskiego i posłowie: Miłosz Waligórski. Warszawa: PIW, 2023[7]

### Literaturoznawstwo
- Versija par... Latviešu literatūra 2000 - 2006 [współautor]. Ryga 2007[8]
- Uldis Bērziņš. Dzīve un laiktelpas poētika Ryga 2011[5]

### Przekłady na język łotewski
- Ivans Franko Dzejas [współautor] Ryga 2006
- Česlavs Milošs (Czesław Miłosz) Dzimtā Eiropa (Rodzinna Europa) Ryga 2011[2]
- Oļegs Ļencojs Pieceļas ieelpo... [z Andris Ogriņš] Ryga 2014[9]
- Andžejs Sapkovskis (Andrzej Sapkowski) Pēdējā vēlēšanās (Ostatnie życzenie) Ryga 2016[2]
- Andžejs Sapkovskis (Andrzej Sapkowski) Likteņa zobens (Miecz przeznaczenia) Ryga 2018[10]
- Julians Tuvims (Julian Tuwim) Pans Trallalnieks Ryga  2022 ( ilustracje Ernests Kļaviņš)[3]

- Halinas Vdovičenko (Halina Wdowiczenko) 36 un 6 kaķi detektīvi (36 i 6 kotów na ratunek) Ryga 2022[2]
- Annas Oņihimovskas (Anna Onichimowska) Klimpas kungs un burinieks (Pan Kluska i żaglowiec) Ryga 2023[2]

## Nagrody
- 2024: nominacja do nagrody Literatūras gada balva za najlepsze tłumaczenie poezji na język łotewski za Serhijs Žadans (Serhija Żadana) Harkivas Dinamo (współautor)[11]
- 2023: Złoty Krzyż Zasługi wręczony podczas wizyty prezydenta Dudy na Łotwie[12]
- 2023: nominacja do nagrody Literatūras gada balva za tłumaczenie wierszy Julina Tuwima Pans Trallalnieks [13]
- 2011: Literatūras gada balva za Uldis Bērziņš. Dzīvē un laiktelpas poētika[14]
- 2009: odznaka honorowa „Zasłużony dla Kultury Polskiej" [5]